# مجمع کمبریج

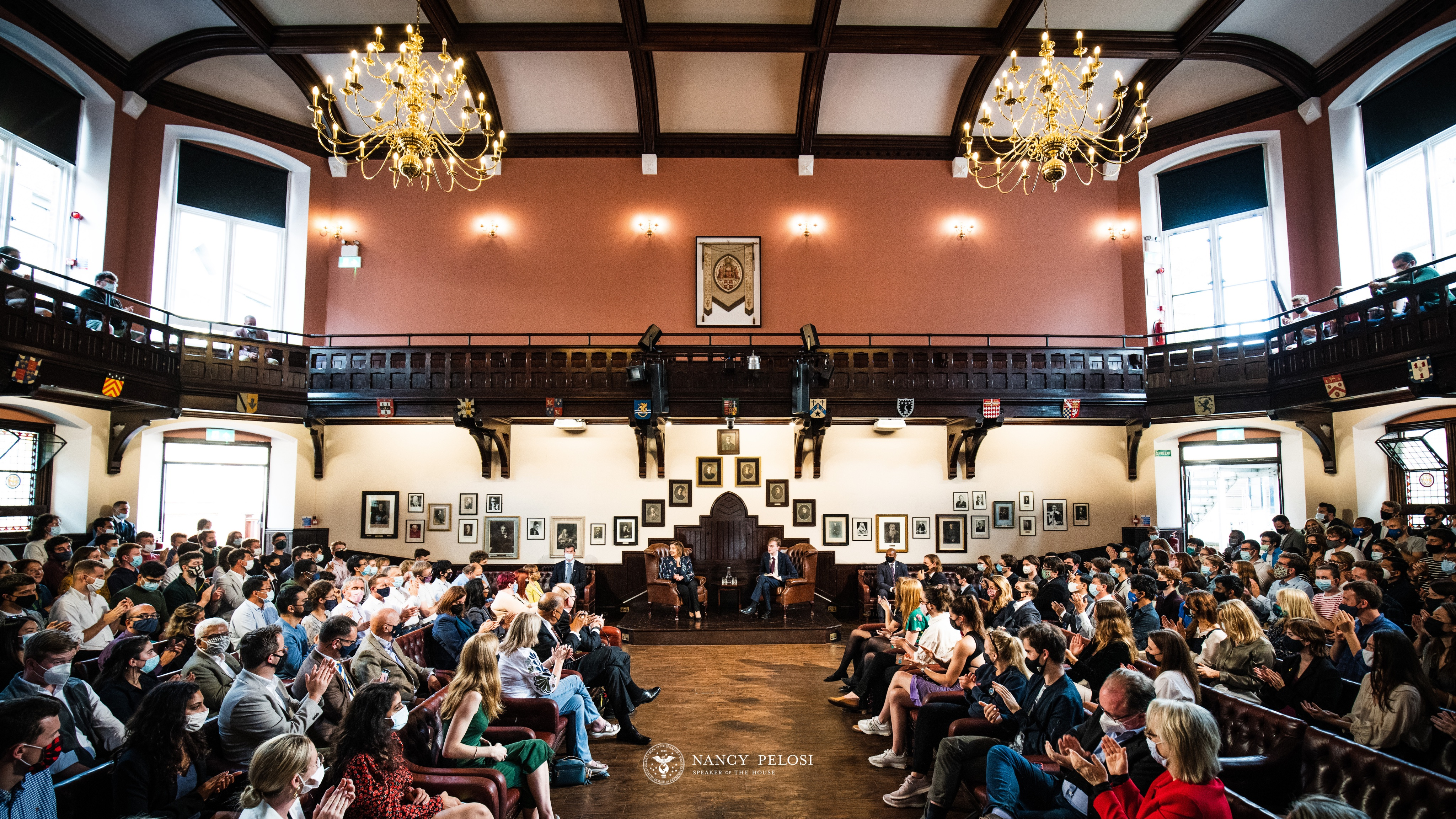
نانسی پلوسی در سخنرانی افتتاحی مجمع کمبریج ۲۰۲۱-۲۲

انجمن مجمع کمبریج یا مجمع کمبریج (به انگلیسی: Cambridge Union) یک انجمن مناظره و آزادی بیان در دانشگاه کمبریج و بزرگترین انجمن این دانشگاه است. این مجمع که در سال ۱۸۱۵ تاسیس شد، همچنین قدیمی‌ترین مجمع بحث و مناظره‌ی جهان با فعالیت مداوم به شمار می‌رود. مجمع کمبریج الگویی برای مجمع‌های مشابه مثل مجمع آکسفورد شد.
مجمع کمبریج به شکل سنتی میزبان شخصیت‌های برجسته در تمامی عرصه‌های زندگی اجتماعی بوده است. از جمله افرادی که در این مجمع حاضر شده‌اند می‌توان به دالایی لاما، رونالد ریگان، بیل گیتس، استیون هاوکینگ، وینستون چرچیل، مارگارت تاچر، جان میجر، برنی سندرز، و استیون فرای اشاره کرد.
از جمله روسای سابق این مجمع می‌توان به جان مینارد کینز و آریانا هافینگتن اشاره کرد.